# Liste de lois romaines
Cette liste de lois romaines recense des lois passées par les institutions politiques romaines et mentionnées par les textes antiques pour la période allant de l'instauration de la République romaine jusqu'au VIe siècle ap. J.-C. L'intitulé d'une loi romaine (lex) est généralement formé à partir du nom du ou des législateurs qui proposent le projet de loi (rogatio) et assurent son passage. Il s'agit dans la plupart des cas de consuls, de tribuns de la plèbe ou encore de dictateurs.
Pour un article plus général, voir Droit romain.

## Généralités

### Définition d'une loi romaine
Durant la République, une loi romaine est un texte législatif voté par le peuple romain réuni en comices centuriates ou tributes. À la fin de la République puis après l'avènement de l'Empire, les comices perdent leur rôle législatif au profit de la législation impériale. On peut également inclure dans les lois romaines les sénatus-consulte émanant du Sénat, les édits des préteurs et édiles et les édits impériaux. Les lois romaines concernent de nombreux domaines du droit mais couvrent plus particulièrement le droit public.

### Quelques lois générales
- Leges agrariae : lois agraires qui règlementent la distribution de terres du domaine public (Ager publicus).
- Leges caducariae : lois excluant un individu d'une succession, l'héritage devenant vacant.
- Leges censoriae : conditions régissant un contrat passé entre les censeurs et les collecteurs de taxes (par exemple les publicains) ou à l'occasion de la vente ou de la cession d'un bien de l'État.
- Leges collegiorum : ensemble de lois établis au sein d'un collège et acceptées par ses membres.
- Leges coloniarum et municipale : lois concernant l'organisation constitutionnelle d'une colonie ou d'une municipalité, en Italie ou dans une province de l'Empire.
- Leges consulares : lois proposées par un consul.
- Leges contractus : en droit privé, lois qui s'appliquent lors de transactions entre deux individus.
- Leges curiatae : lois votées sur la base des curies rassemblées en comices curiates. Par exemple la lex curiata de imperio, loi annuelle conférant l'imperium et l'auspicium aux magistrats romains.
- Leges datae : lois édictées par un haut magistrat sous la République puis l'empereur sous l'Empire et concernant une communauté lors de son entrée dans l'Empire ou lorsqu'une cité provinciale obtient un statut de cité libre.
- Leges de censoria potestate : lois votées par les comices centuriates tous les cinq ans et qui investissent les censeurs de leurs pouvoirs.
- Leges frumentariae : lois concernant l'approvisionnement et la distribution du grain et régulant le prix du blé.
- Leges generales : lois à caractère général promulguées durant le Bas-Empire.
- Leges perfectae : lois interdisant certaines transactions pouvant annuler l'échange ou seulement pénaliser le contrevenant.
- Leges publicae : lois adoptées après le vote du peuple ou de la plèbe réunis en assemblées.
- Leges rogatae : lois votées par une assemblée populaire après avoir été proposées (rogatio) par un haut magistrat.
- Leges sacratae : le contrevenant de telles lois devient sacer.
- Leges sumpturariae : lois somptuaires limitant les dépenses excessives dans les banquets et les costumes.
- Leges tribuniciae : lois proposées par les tribuns de la plèbe.

## Lois votées sous la République romaine

### Début de la République (VIe-IIIesiècleav. J.-C.)
| An(s) av. J.-C. | Intitulé                                  | Auteur(s) En tant que ...                                          | Contenu et conséquences : |
| 509             | Lex Iunia                                 | Lucius Junius Brutus Consul                                        | Déchéance de Tarquin le Superbe et condamnation des Tarquins à l'exil. |
| 509             | Leges Valeriae Publicolae                 | Publius Valerius Publicola Consul                                  | Droit d'appel devant le peuple d'une sentence d'un magistrat et condamnation de la tyrannie. |
| 494-492         | Leges Sacratae                            | Plébéiens insurgés                                                 | Création par serment du tribunat de la plèbe à la suite de la première sécession de la plèbe et définition de ses pouvoirs. |
| 486             | Lex Cassia agraria                        | Spurius Cassius Vecellinus Consul                                  | Projet de loi prévoyant la distribution équitable des terres annexées sur les Herniques entre les plébéiens et les alliés latins. Le projet est rejeté, Spurius Cassius Vecellinus est accusé de « tentative de devenir roi » et condamné à mort.                                    |
| 472             | Lex Pinaria Furia                         | Lucius Pinarius Mamercinus Publius Furius Medullinus Consuls       | Concerne l'intercalation de jours supplémentaires dans le calendrier romain. |
| 471             | Lex Publilia Voleronis                    | Volero Publilius Tribun de la plèbe                                | Transfère l'élection des tribuns de la plèbe des comices curiates aux comices tributes. |
| 462-454         | Lex Terentilia                            | Caius Terentilius Harsa Tribun de la plèbe                         | Projet de loi dont l'objectif est la diminution des pouvoirs arbitraires des consuls par la mise à l'écrit des lois. Le projet est remplacé par la création d'un décemvirat législatif.                                                                                              |
| 456-454         | Lex Icilia                                | Lucius Icilius Tribun de la plèbe                                  | Partage et distribution de l'Aventin entre les plébéiens. Donne les droits de convocation et de parole aux tribuns dans le Sénat. |
| 454             | Lex Aternia Tarpeia                       | Spurius Tarpeius Montanus Aulus Aternius Varus Consuls             | Loi règlementant les conditions de condamnation d'un magistrat à une amende, son acquittement et fixant une échelle des prix selon laquelle l'amende est évaluée. |
| 452             | Lex Menenia Sestia                        | Titus Menenius Lanatus Publius Sestius Capitolinus Consuls         | Consacre la lex Aternia Tarpeia de 454 av. J.-C. |
| 451-449         | Loi des Douze Tables                      | Décemvirs                                                          | Rédaction d’un code juridique, à la fois civil et criminel. |
| 449             | Leges Valeriae Horatiae et/ou Lex Duillia | Lucius Valerius Potitus Marcus Horatius Barbatus Consuls           | Sacrosainteté et institutionnalisation du rôle des tribuns de la plèbe. Donne force de loi aux plébiscites votés par les comices tributes sous réserve que le Sénat les ratifie. |
| 448             | Lex Trebonia                              | Lucius Trebonius Asper Tribun de la plèbe                          | Obligation de poursuivre l'élection des tribuns de la plèbe jusqu'à ce qu'ils soient tous élus. |
| 445             | Lex Canuleia                              | Caius Canuleius Tribun de la plèbe                                 | Lève l'interdiction des mariages entre plébéiens et patriciens. |
| 434             | Lex Aemilia                               | Mamercus Aemilius Mamercinus Dictateur                             | Abaissement de la durée du mandat d'un censeur (lustrum) de cinq ans à dix-huit mois. |
| 432             | Lex Pinaria Furia Postumia                | Tribuns de la plèbe                                                | Loi contre la brigue : défense à tous les candidats de rien ajouter à leur toge blanche. |
| 430             | Lex Iulia Papiria                         | Lucius Iulius Iullus Lucius Papirius Crassus Consuls               | Loi permettant une estimation en bronze des bêtes à livrer pour le règlement d'une amende. |
| 367             | Lois licinio-sextiennes                   | Caius Licinius Stolon Lucius Sextius Lateranus Tribuns de la plèbe | Suppression du tribunat consulaire, rétablissement du consulat dont un membre doit être plébéien, limitation de l'occupation de l'Ager publicus et aménagement du règlement des dettes.                                                                                              |
| 358             | Lex Poetelia                              | Caius Poetelius                                                    | Loi contre la brigue. |
| 357             | Lex Duilia Menenia                        | Marcus Duilius Lucius Menenius                                     | Intérêt à un pour cent. |
| 357             | Lex Manlia                                | Cnaeus Manlius Capitolinus                                         | Impôt d'un-vingtième sur le prix des esclaves affranchis. |
| 339             | Leges Publiliae Philonis                  | Quintus Publilius Philo Consul                                     | Obligation qu’un des deux censeurs soit un plébéien, possibilité que les deux consuls soient plébéiens ; Approbation préalable du sénat et des curies pour les projets soumis aux comices ; Obligation pour les patriciens de se soumettre aux votes des plébiscites.                |
| 326             | Lex Poetelia Papiria                      |                                                                    | Abolition de la servitude pour dettes (nexum), selon la tradition. |
| 339-312         | Lex Ovinia                                |                                                                    | Ouverture progressive du Sénat romain aux plébéiens. |
| 300             | Lex Ogulnia                               |                                                                    | Permet l'accès des charges magistrales des collèges des pontifes et des augures à la plèbe. |
| 287             | Lex Hortensia                             | Quintus Hortensius Dictateur                                       | La loi favorise la plèbe pour qu’elle revienne dans la cité. Elle amnistie et allège les dettes et donne aux plébiscites décidés par les comices tributes force de loi pour le peuple entier avec la suppression de la ratification sénatoriale traditionnelle, (auctoritas patrum). |
| 286             | Lex Aquilia de Damno                      | Aquilius Tribun de la plèbe                                        | Loi protégeant les citoyens romains contre certaines formes de vol, de vandalisme et de destruction de biens. |
| Après 241       | Lex Apuleia de sponsu                     |                                                                    | Introduit une sorte de partenariat pour les cautions. |
| Vers 225        | Lex Aquilia                               |                                                                    | Concerne les dommages causés aux bien d'autrui. Abroge les dispositions de la législation existante en la matière et établit de nouvelles règles. |
| 220             | Lex Metilia                               | Marcus Metilius Tribun de la plèbe                                 | Loi relative aux foulons et aux matériaux qu'ils utilisent. |
| 218             | Lex Claudia                               |                                                                    | Plébiscite interdisant aux sénateurs et à leurs fils de posséder des navires de plus de 300 amphores (80 hectolitres), leur interdisant le grand commerce. |
| 216             | Lex Minucia                               | Marcus Minucius Tribun de la plèbe                                 | Loi créant des triumvirs chargés des opérations des finances pour rechercher l'argent qui manque pour poursuivre la deuxième guerre punique. |
| Vers 210        | Lex Atilia                                |                                                                    | Concerne la désignation d'un tuteur par un préteur s'il n'a pas été nommé par testament ou par la loi. |
| 204             | Lex Cincia                                |                                                                    | Plébiscite interdisant de plaider pour de l'argent ou des cadeaux. |
| 204             | Lex Alearia                               |                                                                    | Interdiction des paris pour les jeux de dés. |
|                 |                                           |                                                                    | |

### Fin de la République (IIe-Iersiècleav. J.-C.)
| An(s) av. J.-C. | Intitulé                                        | Auteur(s) En tant que ...                                         | Contenu et conséquences : |
| 195             | Leges Porciae                                   |                                                                   | Au nombre de trois, connues surtout par Cicéron. |
| 191             | Lex Acilia de intercalando                      |                                                                   | Concerne les jours intercalaires. |
| 181             | Lex Cornelia Baebia de ambitu                   |                                                                   | Loi sur la brigue destinée à contrôler la vénalité du corps électoral. |
| 180             | Lex Villia Annalis                              | Lucius Villius Tribun de la plèbe                                 | Définition des règles d'accès aux magistratures (cursus honorum). |
| 173             | Lex Lucretia agraria                            | Marcus Lucretius Tribun de la plèbe                               | Loi agraire prescrivant aux censeurs de louer à des usufruitiers le territoire campanien. |
| 159             | Lex Cornelia Fulvia de ambitu                   |                                                                   | Loi sur la brigue destinée à contrôler la vénalité du corps électoral. |
| 154             | Leges Aelia et Fufia                            |                                                                   | Donnent aux consuls le droit d'obnuntiatio, qui leur donne le moyen, par un emploi habile des auspices, d’exercer vis-à-vis des tribuns un véritable droit de veto.                                                                                      |
| 151             |                                                 |                                                                   | Une loi interdit la réélection au consulat. |
| Vers 150        | Lex Aebutia                                     |                                                                   | Quiconque propose la création d'une magistrature extraordinaire ne peut en être candidat. |
| 149             | Lex Calpurnia de repetundis                     | Lucius Calpurnius Piso Frugi Tribun de la plèbe                   | Loi créant des tribunaux permanents (quaestiones perpetuae) pour juger les crimes d’extorsion de fonds des magistrats en province (de pecuniis repetundis).                                                                                              |
| 143             | Lex Didia sumptaria                             |                                                                   | Étend la validité de la Lex Fannia à toute l'Italie. |
| 139             | Lex Gabinia tabellaria                          |                                                                   | Instaure le vote secret pour les comices, à l'aide de tablettes. |
| 137             | Lex Cassia tabellaria                           | Lucius Cassius Longinus Ravilla Tribun de la plèbe                | Étend le vote secret aux comices judiciaires, sauf pour les cas de perduellio (haute trahison). |
| 133             | Lex Sempronia frumentaria                       | Tiberius Sempronius Gracchus Tribun de la plèbe                   | Accorde une distribution de blé à prix très réduit aux citoyens pauvres. |
| Avant 126       | Lex Aebutia                                     | Sextus Aelius Paetus Catus Jurisconsulte                          | Impose la procédure formulaire qui est entre les mains du préteur. |
| 124             | Lex Calpurnia                                   |                                                                   | Introduit la parité entre les chevaliers et les sénateurs devant les tribunaux. |
| 123             | Lex Sempronia frumentaria                       | Caius Sempronius Gracchus Tribun de la plèbe                      | Assure la subsistance des prolétaires dans la province d’Asie : la dîme, l’impôt de pacage, scriptura et les douanes de la province font l’objet d’une adjudication au profit des publicains (classe équestre).                                          |
| 123             | Lex Rubria                                      |                                                                   | Création de deux nouvelles colonies en Italie, et une sur le territoire de Carthage, pourtant maudit après la troisième guerre punique. |
| 123             | Lex Acilia repetundarum                         |                                                                   | Prévoit la création de jurés issus de l'ordre équestre afin de limiter le risque de corruption de la classe sénatoriale. |
| 115             | Lex Aemilia sumptuaria                          |                                                                   | Fixe le nombre et le type de plats servis lors d'un banquet. |
| 111             | Lex Baebia agraria                              |                                                                   | Loi agraire concernant la distribution de l'Ager publicus en Italie et en Afrique. |
| 111             | Lex Acilia de pecuniis repetundis               | Manius Acilius Glabrio                                            | Senatus consultum |
| 107             | Lex Coelia                                      |                                                                   | Loi tabellaire pour le vote à bulletin secret des cas de haute trahison. |
| 104             | Lex Cassia                                      |                                                                   | Prévoit l'exclusion du Sénat des individus condamnés ou privés de leur imperium après un vote populaire. |
| 103             | Lex Saturnina agraria                           |                                                                   | Loi agraire concernant les vétérans après leur licenciement. |
| 103             | Lex Domitia                                     |                                                                   | Réforme la procédure d'élection des pontifes et des augures. |
| Vers 103        | Lex Appuleia de maiestate                       | Lucius Appuleius Saturninus Tribun de la plèbe                    | Prévoit la peine de mort contre quiconque proposerait une mesure attaquant la « majesté » du peuple romain. Première loi de ce type. |
| 102             | Lex Atinia                                      |                                                                   | Concerne l'admission des tribuns de la plèbe au Sénat. |
| 95              | Lex Licinia Mucia                               |                                                                   | Expulsion de Rome et renvoi dans leurs cités respectives des Latins et des Italiens avec des peines sévères pour ceux qui se seraient fait inscrire par fraude comme citoyens romains.                                                                   |
| 91              | Lex Varia                                       |                                                                   | Permet de poursuivre les sénateurs qu'on estime responsables de l'insurrection qui a débouché sur la guerre sociale. |
| 90              | Lex Calpurnia                                   |                                                                   | Autorise les chefs militaires romains à concéder la citoyenneté aux alliés qui ont combattu avec eux lors de la guerre sociale. |
| 90              | Lex Iulia                                       | Lucius Iulius Caesar Consul                                       | Loi accordant la citoyenneté romaine aux alliés des Romains. |
| 89              | Lex Plautia Papiria                             | Marcus Plautius Silvanus Caius Papirius Carbo Tribuns de la plèbe | Extension du droit de cité aux alliés de la Gaule cisalpine qui sont restés fidèles lors de la Guerre sociale puis aux Italiens révoltés qui se soumettent dans les 60 jours.                                                                            |
| 89              | Lex Pompeia                                     |                                                                   | Rome accorde la citoyenneté latine aux cités gauloises de la province de Gaule cisalpine, essentiellement celles au nord du Pô, et en Transpadane, le sud étant surtout constitué de colonies latines devenues romaines par la Lex Iulia de 90 av. J.-C. |
| 88              | Lex Cornelia Pompeia                            | Sylla                                                             | Permet des prêts avec des intérêts annuels à 10%. |
| 82              | Lex Valeria                                     | Lucius Valerius Flaccus Interroi                                  | Donne des pouvoirs dictatoriaux à Sylla, pour une durée illimitée. |
| 82              | Lex Cornelia de proscriptione                   | Sylla Dictateur                                                   | Sylla prononce la condamnation et la confiscation des biens de tous ceux qui ont pris les armes contre lui lors de son débarquement à Brindisi en 83 av. J.-C., notamment les notables municipaux.                                                       |
| 82              | Lex Cornelia de tribunis plebis                 | Sylla Dictateur                                                   | Par cette loi, Sylla tente de priver les tribuns de la plèbe de leurs pouvoirs. |
| 82-79           | Lex Cornelia de captivis                        | Sylla Dictateur                                                   | Concerne les dernières volontés émises avant de devenir prisonnier de guerre. |
| 81              | Lex Cornelia de maiestate                       | Sylla Dictateur                                                   | Prévoit une condamnation à l'exil pour toute personne qui lance des opérations militaires contre un royaume étranger sans l'aval du Sénat et du peuple.                                                                                                  |
| 81              | Lex Cornelia de praetoribus                     | Sylla Dictateur                                                   | Augmente le nombre de préteurs à huit. |
| 81              | Lex Cornelia de viginti quaestoribus            | Sylla Dictateur                                                   | Augmente le nombre de questeurs à vingt. |
| 81              | Lex Cornelia de magistratibus                   | Sylla Dictateur                                                   | Fixe l'ordre dans lequel doivent être effectuées les différentes magistratures. |
| 81              | Lex Cornelia sumptuaria                         | Sylla Dictateur                                                   | Loi somptuaire, s'attaque aux dépenses excessives pour les banquets et funérailles. |
| 81              | Lex Cornelia de sicariis et veneficis           | Sylla Dictateur                                                   | Concerne les condamnations des meurtriers et des empoisonneurs. |
| 81              | Lex Cornelia de iniuriis                        | Sylla Dictateur                                                   | Punit trois types de délits commis avec violence. |
| 81              | Lex Cornelia de imperio                         | Sylla Dictateur                                                   | Fait une distinction entre l'imperium domi, applicable dans Rome, et l'imperium militiae, qui s'applique à l'extérieur. |
| 81              | Lex Cornelia de adpromissoribus                 | Sylla Dictateur                                                   | Concerne la valeur maximale d'une caution pour un emprunt. |
| 81              | Lex Cornelia de aleatoribus                     | Sylla Dictateur                                                   | Valide les paris faits lors de jeux athlétiques mettant en jeu la virtus des athlètes. |
| 81              | Lex Cornelia de ambitu                          | Sylla Dictateur                                                   | Loi contre la corruption lors des élections. |
| 76              | Lex Cornelia de legibus solvendo                |                                                                   | Plébiscite limitant le droit du Sénat d'exempter un individu du respect des lois. |
| 75              | Lex Aurelia                                     |                                                                   | Rend aux tribuns de la plèbe le droit de briguer les magistratures supérieures et de reprendre ainsi leur place dans la carrière des honneurs de laquelle Sylla les a exclu.                                                                             |
| 71              | Lex Antonia de Termessibus                      |                                                                   | Garantit le statut de cité libre à Termessos en Pisidie. |
| 70              | Lex Aurelia de ambitu                           |                                                                   | Introduit une peine de dix ans d'inéligibilité pour un candidat rendu coupable d'ambitus, crime de corruption politique. |
| 70              | Lex Aurelia iudiciaria                          |                                                                   | Abolit le privilège des sénateurs d'être juges lors des procès en ouvrant la fonction à l'ordre équestre. |
| 68              | Lex Antia sumptuaria                            | Caius Antius Restio Tribun de la plèbe                            | Limite les sommes dépensées pour les banquets et interdit que puissent être conviés les magistrats en fonction et les candidats aux élections. |
| 67              | Lex Cornelia de edictis                         |                                                                   | Les préteurs administrent la loi via des édits. |
| 67              | Lex Calpurnia de ambitu                         |                                                                   | Loi sur la brigue, contre la vénalité du corps électoral. |
| 67              | Lex Roscia theatralis                           | Lucius Roscius Otho Tribun de la plèbe                            | Réserve les quatorze premiers gradins des théâtres aux chevaliers. |
| 67              | Lex Gabinia                                     | Aulus Gabinius Tribun de la plèbe                                 | Donne tout pouvoir à Pompée (imperium extraodinarium) pour combattre les pirates de Méditerranée. |
| 66              | Lex Manilia                                     | Manilius Tribun de la plèbe                                       | Prolongation des pouvoirs de Pompée sur tout l'Orient. |
| 63              | Lex Atia                                        |                                                                   | Restauration des dispositions de la Lex Domitia de 103 av. J.-C. après son abolition par Sylla. |
| 59              | Lex Iulia de repetundis                         | Jules César Consul                                                | Établissement des vétérans de Pompée comme colons à Capoue. |
| 58              | Lex Clodia de collegiis                         | Publius Clodius Pulcher Tribun de la plèbe                        | Autorise les associations d'artisans et de quartier, interdites quelques années plus tôt sur décret du Sénat. |
| 58              | Lex de capite civis Romani                      | Publius Clodius Pulcher Tribun de la plèbe                        | Concerne la condamnation des magistrats qui ont mis à mort des citoyens romains sans appel au peuple. |
| 55              | Lex Licinia Pompeia                             |                                                                   | Accorde un prolongement de 5 ans à l'imperium de César en Gaule, un imperium de 5 ans pour Pompée en Espagne et 5 ans pour Crassus en Syrie, en vertu des accords de Lucques au printemps 56.                                                            |
| 52              | Lex Pompeia                                     |                                                                   | Contre la vénalité du corps électoral (loi sur la brigue). |
| 49              | Lex Roscia                                      |                                                                   | Accorde la citoyenneté romaine aux habitants de la Gaule cisalpine. |
| 45              | Lex Cassia                                      |                                                                   | Concède aux plébéiens l'accès au patriciat (adlectio). |
| 44              | Lex Antonia                                     | Marc Antoine Triumvir                                             | Abroge la dictature. |
| 44              | Lex Coloniae Genetivae Iuliae ou Lex Ursonensis |                                                                   | Ensemble de lois s'appliquant à la colonie romaine d'Urso en Hispanie. |
| 43              | Lex Pedia                                       | Quintus Pedius Consul                                             | Punit tous les assassins de Jules César en leur interdisant l'eau et le feu. |
| 43              | Lex Titia                                       | Marc Antoine Lépide Octavien Triumvirs                            | Donne des pouvoirs (imperium) exceptionnels aux triumvirs comme le droit de nommer des magistrats, de faire la loi, de commander les légions, etc. |
| 30              | Lex Saenia                                      |                                                                   | Concerne l'accès des plébéiens au patriciat. |
|                 |                                                 |                                                                   | |

## Lois votées sous l'Empire romain

### Haut-Empire romain (Ier-IIIesiècle)
| An(s)        | Intitulé                       | Auteur(s) En tant que ... | Contenu et conséquences : |
| 18 av. J.-C. | Leges Iuliae                   |                           | Sur le mariage et l'adultère à Rome. |
| 4            | Lex Aelia Sentia               |                           | Régit l'acte privé de libération des esclaves. Elle défend qu'aucun esclave marqué d'un fer rouge, ou qui aurait subi la torture, ne puisse jamais obtenir la citoyenneté romaine.                |
| 6            | Lex Aerarium Militare          |                           | Mise en place d'une allocation d'État aux vétérans de guerre, l'Ærarium militare, financée d'une part par le nouvel impôt de succession (5 %) et d'autre part par la caisse privée des empereurs. |
| 9            | Lex Papia Poppaea              |                           | Contre le célibat et les couples sans enfants afin d'augmenter le nombre de mariages. |
| 24           | Lex Visellia                   |                           | Libère les descendants d’affranchis de la macule servile, ce qui leur permet d'accéder au statut de notable.                                                                                      |
| 24           | Lex de flaminica Diali         |                           | Concerne les mariages des Flamen Dialis et leurs épouses (flaminica). |
| 31           |                                |                           | Promulgation d'une loi freinant l'importation d'objets de luxe venant des Indes. |
| 43           |                                |                           | Promulgation d'une loi interdisant la mise à mort des esclaves âgés et infirmes. |
| 47           | Lex Claudia                    | Claude Empereur           | Interdit les prêts pour les filii familias pour le paiement d'une amende. |
| Vers 50      | Lex Claudia de tutela mulierum |                           | Abolit le tutorat du plus proche parent masculin (tutela legitima) imposé aux femmes. |
| 69           | Lex de Imperio                 |                           | Épure et rénove le Sénat. |
| 96           | Lex Cocceia                    | Nerva Empereur            | Interdit la castration. |
| 130          |                                |                           | Promulgation d'une loi interdisant d'exécuter sans jugement les esclaves. |
| 164          |                                |                           | Promulgation d'une loi protégeant les biens apportés par l'épouse[réf. nécessaire]. |
| 212          | Lex Antonina                   |                           | Tout les hommes libres de l'empire Romain deviennent citoyens |
|              |                                |                           | |

### Bas-Empire romain (IIIe-Vesiècle)
| An(s)        | Intitulé          | Auteur(s) En tant que ...             | Contenu et conséquences : |
| 326          |                   | Constantin Ier Empereur               | Promulgation d'une loi interdisant le pacte commissoire en matière de gage. En matière d'hypothèque, le créancier qui s'est payé sur le prix de la vente du bien hypothéqué doit restituer le surplus au débiteur. |
| 331          |                   | Constantin Ier Empereur               | Loi contre le divorce. |
| 334 17 juin  |                   | Constantin Ier Empereur               | Concerne la tutelle des veuves et des orphelins. |
| 336 29 avril |                   | Constantin Ier Empereur               | Pénalise la bâtardise dans l'empire romain. |
| 426          | Loi des citations | Théodose II Valentinien III Empereurs | Pénalise la bâtardise dans l'empire romain. |
|              |                   |                                       | |

### Empire romain d'Orient (VIesiècle)
| An(s)    | Intitulé          | Auteur(s) En tant que ... | Contenu et conséquences :                                                                                           |
| 529      | Code de Justinien |                           | Aussi connue sous son nom latin de corpus juris civilis, c'est la plus grande codification de droit romain antique. |
| Vers 530 | Lex Anastasiana   |                           | Partie de la législation de l'empereur Anastase reprise par Justinien.                                              |
|          |                   |                           | |